# سكوت ميلر (صحفي)
سكوت ميلر (بالإنجليزية: Scott Miller)‏ هو صحفي ومغن مؤلف أمريكي، ولد في 4 أبريل 1960 في ساكرامنتو في الولايات المتحدة، وتوفي في 15 أبريل 2013.

## وصلات خارجية
- الموقع الرسمي
- سكوت ميلر على موقع IMDb (الإنجليزية)
- سكوت ميلر على موقع ميوزك برينز (الإنجليزية)
- سكوت ميلر على موقع أول ميوزيك (الإنجليزية)
- سكوت ميلر على موقع ديسكوغز (الإنجليزية)